# Municipio San Juan de Yapacaní
Das Municipio San Juan de Yapacaní ist ein Verwaltungsbezirk im Departamento Santa Cruz im südamerikanischen Anden-Staat Bolivien.

## Lage im Nahraum
Das Municipio San Juan de Yapacaní ist eines von vier Municipios der Provinz Ichilo und umfasst die östlichen Bereiche der Provinz. Es grenzt im Westen an das Municipio Yapacaní, im Süden und Südosten an das Municipio San Carlos, im Osten die Provinz Sara und im Norden an die Provinz Obispo Santistevan.
Das Municipio erstreckt sich zwischen etwa 16° 39' und 17° 34' südlicher Breite und 63° 40' und 64° 08' westlicher Länge, seine Ausdehnung von Westen nach Osten beträgt bis zu 25 Kilometer und von Norden nach Süden bis zu 130 Kilometer.
Das Municipio umfasst 37 Gemeinden (localidades), der zentrale Ort des Municipios ist die Stadt San Juan de Yapacaní mit 5401 Einwohnern (Volkszählung 2012) im südlichen Teil des Municipios.

## Geographie
Das Municipio San Juan de Yapacaní liegt am westlichen Rand des bolivianischen Tieflandes vor der Cordillera Oriental und grenzt östlich an den Río Yapacaní, das Klima ist subtropisch und das ganze Jahr über humid.
Die mittlere Durchschnittstemperatur der Region liegt bei etwa 24 °C (siehe Klimadiagramm Santa Fe de Yapacaní) und schwankt zwischen Juni und Juli mit 20 bis 21 °C und November bis Februar mit 26 bis 27 °C nur unwesentlich. Der Jahresniederschlag beträgt etwa 1800 mm, die Sommermonate von Oktober bis März weisen mittlere Monatsniederschläge zwischen 150 und 300 mm auf.

## Geschichte
Das Municipio San Juan de Yapacaní hat seine Unabhängigkeit vom Municipio Yapacaní durch Gesetz 2233 am 26. Juli 2001 erhalten.
Die Geschichte der Region ist geprägt durch die Zuwanderung japanischer Einwanderer in der Zeit zwischen 1955 und 1992, die nach und nach in 53 Gruppen zugewandert sind. So umfasste Mitte der 1960er Jahre die japanische Bevölkerung in San Juan de Yapacaní bereits 262 Familien mit insgesamt 1.546 Personen. Neben den ihnen übertragenen 50 ha Land verfügte jeder der japanischen Einwanderer über ein Startkapital von mindestens 1.000 US-$. Die vonseiten Boliviens und vor allem Japans gewährte finanzielle und technische Unterstützung ermöglichte einen raschen Aufbau der Kolonie in Bezug sowohl auf die Infrastruktur als auch die wirtschaftliche Produktion der Einwanderer. Der Großteil der den Japanern zugewiesenen Felder wurde innerhalb weniger Jahre durch Brandrodungsfeldbau urbar gemacht.

## Bevölkerung
Die Einwohnerzahl des Municipios ist zwischen 1992 und 2024 auf fast das Doppelte angestiegen:
| Jahr | Einwohner | Quelle       |
| ---- | --------- | ------------ |
| 1992 | 5.280     | Volkszählung |
| 2001 | 9.131     | Volkszählung |
| 2012 | 9.191     | Volkszählung |
| 2024 | 10.206    | Volkszählung |

Die Bevölkerungsdichte des Municipios bei der letzten Volkszählung von 2024 betrug 6,3 Einwohner/km², der Anteil der städtischen Bevölkerung lag bei 58,8 Prozent. Der Alphabetisierungsgrad bei den über 15-Jährigen war von 81,4 Prozent (1992) auf 89,6 Prozent im Jahr 2001 angestiegen. Die Säuglingssterblichkeit war von 8,0 Prozent (1992) auf 6,4 Prozent im Jahr 2001 zurückgegangen.
94,5 Prozent der Bevölkerung sprechen Spanisch, 25,8 Prozent sprechen Quechua, 1,0 Prozent Aymara, 0,9 Prozent Guaraní, und 0,3 Prozent andere indigene Sprachen. (2001)
26,9 Prozent der 2.055 Haushalte haben keinen Zugang zu Elektrizität, 23,3 Prozent leben ohne sanitäre Einrichtung. (2012)
65,7 Prozent der Haushalte besitzen ein Radio, 57,2 Prozent einen Fernseher, 14,9 Prozent einen Computer, 7,7 Prozent einen Internetzugang, und 57,4 Prozent ein Telefon. (2012)

## Politik
Ergebnis der Regionalwahlen (concejales del municipio) vom 4. April 2010:
| Wahl- berechtigte |  | Wahl- beteiligung | gültige Stimmen |  | SAN    | MAS-IPSP | ASIP   |
| ----------------- |  | ----------------- | --------------- |  | ------ | -------- | ------ |
| 3.809             |  | 3.325             | 2.782           |  | 1.172  | 1.144    | 466    |
|                   |  | 87,3 %            | 83,7 %          |  | 42,1 % | 41,1 %   | 16,8 % |

Ergebnis der Regionalwahlen (elecciones de autoridades políticas) vom 7. März 2021:
| Wahl- berechtigte |  | Wahl- beteiligung | gültige Stimmen |  | MAS-IPSP | CREEMOS | UNIDOS | SOL    | ASIP   | MNR    |
| ----------------- |  | ----------------- | --------------- |  | -------- | ------- | ------ | ------ | ------ | ------ |
| 5.190             |  | 4.427             | 4.065           |  | 2.146    | 1.585   | 120    | 113    | 83     | 18     |
|                   |  | 85,30 %           | 91,82 %         |  | 52,79 %  | 38,99 % | 2,95 % | 2,78 % | 2,04 % | 0,44 % |

## Gliederung
Das Municipio San Juan de Yapacaní untergliederte sich bei der letzten Volkszählung von 2012 nicht weiter in Kantone (cantones).

## Ortschaften
- Municipio San Juan de Yapacaní
  - San Juan de Yapacaní 5401 Einw. – La Enconada 996 Einw.